# قطعنامه ۱۴۰۳ شورای امنیت
قطعنامه ۱۴۰۳ شورای امنیت سازمان ملل متحد که در تاریخ ۰۴ آوریل ۲۰۰۲ تصویب شد، سندی بین‌المللی دربارهٔ بررسی وضعیت خاورمیانه، از جمله مسئله فلسطین است. این قطعنامه طی نشست ۴۵۰۶ام با ۱۵ رای موافق، ۰ مخالف، ۰ ممتنع تصویب شد.